# Artem Petrossyants
 Artem Petrossyants (Aktau, 7 de dezembro de 1995) é um voleibolista de praia cazaque  foi semifinalista na etapa do Irã pelo Circuito Mundial de Vôlei de Praia de 2019.

## Carreira
Em 2013 formando dupla com Nurlan Konilkos disputou a edição do Circuito Asiático de Vôlei de Praia de 2013 realizado em Palembang, na ocasião terminaram na nona posição.
Na jornada esportiva de 2015 estreia no correspondente Circuito Mundial de Vôlei de Praia ao lado de Yegor Dmitriyev finalizando na trigésima terceira posição no aberto de Sochi; com esta formação de dupla disputou o Circuito Mundial de 2016, terminando na quadragésima primeira colocação no Aberto de Doha e na outra etapa em Doha.
Formando dupla com Pavel Aleinik disputou o Circuito Mundial de 2018 alcançando a vigésima primeira posição no torneio uma estrela de Anapa. No início da temporada do Circuito Mundial de 2019, iniciado em 2018, passou a competir ao lado de Alexey Kuleshov quando foram semifinalistas no Aberto de Bandar Torkaman, categoria uma estrela, finalizando na quarta posição.

## Títulos e resultados
- Torneio 1* de Bandar Torkaman do Circuito Mundial de Vôlei de Praia:2019[6]